# 少花荚蒾
少花荚蒾（学名：Viburnum oliganthum）是五福花科荚蒾属的植物，为中国的特有植物。分布在中国大陆的四川、贵州、西藏、云南、湖北等地，生长于海拔1,000米至2,200米的地区，多生长在溪涧旁灌丛中、丛林以及岩石上，目前尚未由人工引种栽培。